# Mehdi Dehbi

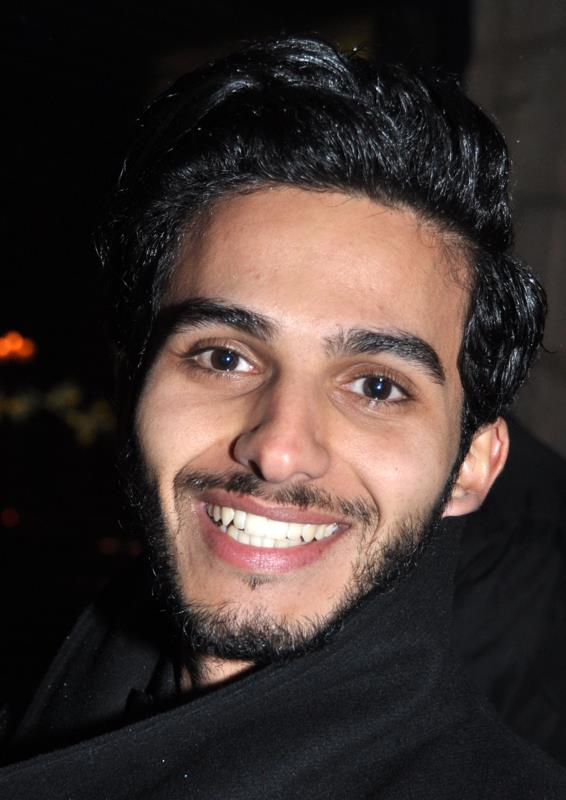
Mehdi Dehbi im Jahr 2013

Mehdi Dehbi (* 5. Dezember 1985 in Lüttich) ist ein belgischer Filmschauspieler und Theaterregisseur, der für seine schauspielerische Arbeit in Mary Queen of Scots, London Has Fallen und der Netflix-Serie Messiah und für die Regie von Die Gerechten bekannt ist.

## Leben und Wirken
Dehbi wurde als Sohn eines aus Marokko stammenden Arbeiters und einer Familienhelferin geboren. Er besuchte die Académie Grétry, eine Sekundarschule mit Schwerpunkt Musik, Tanz und Gesang in Lüttich. Mit 16 Jahren spielte er seine erste Hauptrolle in dem 2003 veröffentlichten Spielfilm Le soleil assassiné. Dehbi studierte Schauspiel am Königlichen Konservatorium Brüssel, am Conservatoire national supérieur d’art dramatique in Paris und an der Academy of Music and Dramatic Art in London.
2013 erarbeitete Dehbi eine arabische Version von Die Gerechten und inszenierte diese am Theater Lüttich, im folgenden Jahr tourte er mit dem Stück in Deutschland und Frankreich.
2020 spielte er in der Serie Messiah die Titelrolle des Messias, Payam Golshiri.
Dehbi spricht fließend Arabisch, Englisch, Französisch und Spanisch.

## Filmografie
- 2003: Le soleil assassiné
- 2007: Septième ciel Belgique (Fernsehserie, zehn Folgen)
- 2009: Das verrückte Liebesleben des Simon Eskenazy (La folle histoire d'amour de Simon Eskenazy)
- 2011: Auf der Suche (Looking for Simon)
- 2012: Der Sohn der Anderen (Le fils de l'autre)
- 2012: Le sac de farine
- 2013: Mary Queen of Scots
- 2014: A Most Wanted Man
- 2014: Lili Rose
- 2014–2015: Tyrant (Fernsehserie, fünf Folgen)
- 2016: London Has Fallen
- 2020: Messiah (Fernsehserie, zehn Folgen)
- 2022: Die Kairo Verschwörung (Boy from Heaven / Walad Min Al Janna)

## Theatrografie

### Als Schauspieler
- 2007: Romeo und Julia, Regie: John Baxter
- 2009: Terre sainte, am Théâtre de la Tempête in Paris, Regie: Sophie Akrich[8]
- 2010: Le mamelouk qui devint sultan, am Théâtre Jean-Vilar in Suresnes, Regie: Marcel Bozonnet
- 2013: Romeo und Julia, am Théâtre National de Chaillot in Paris, Regie: David Bobee[9]

### Als Regisseur
- 2013–2014: Die Gerechten, u. a. am Theater Lüttich, Théâtre du Jeu de Paume in Aix-en-Provence und Fast Forward in Braunschweig

## Auszeichnungen (Auswahl)
Joseph Plateau Filmpreis 2004
- Nominierung in der Kategorie Bester belgischer Schauspieler für Le soleil assassiné

Magritte Filmpreis 2014
- Nominierung in der Kategorie Bester Nachwuchsdarsteller für Le sac de farine

Prix de la critique 2014
- Nominierung in der Kategorie Neuentdeckung für Die Gerechten[10]